# Trichoglossus euteles
O Lóris-de-cabeça-amarilla (Trichoglossus euteles) é uma espécie de ave da família Psittacidae.
Pode ser encontrada nos seguintes países: Indonésia e Timor-Leste.
Os seus habitats naturais são: florestas subtropicais ou tropicais húmidas de baixa altitude e regiões subtropicais ou tropicais húmidas de alta altitude.